# Акцентная парадигма
Акце́нтная паради́гма (схе́ма ударе́ния) — парадигма ударения, характеризующая тот или иной класс слов языка. В акцентную парадигму сводятся акцентные кривые — схемы распределения ударения по словоформам лексем, составляющих данный класс; акцентные кривые также могут называться схемами ударения:176. Акцентной парадигмой иногда называется и соотношение акцентных кривых производящих и производных слов.
Классы слов могут различаться подвижностью — неподвижностью ударения (к примеру, рус. стол и спор, относящиеся к одному типу склонения:482, различаются схемами ударения:172). Так, по соотношению неконечного (на одном и том же слоге основы во всех словоформах) и конечного (на флексии) ударения словоформ могут быть выделены акцентные типы существительных русского языка:509—528.
Изучением истории акцентных парадигм праязыков и древних состояний языков занимается историческая и сравнительно-историческая морфонологическая акцентология.

## В русском языке
Для слов именных частей речи в древнерусском языке выделяются три акцентные парадигмы:
- a: баритонеза, баритонированная парадигма — неподвижное ударение на основе во всех словоформах;
- b: окситонеза, окситонированная парадигма — неподвижное ударение на флексии во всех словоформах;
- c: подвижная парадигма — ударение в разных словоформах распределяется между основой и флексией по определённым правилам и может переходить на клитики, примыкающие к словоформе.

## В датском языке
Ударение в датском языке динамическое. Как правило, в простых и большей частью производных словах основное ударение падает на корневой слог, напр.: ́tage — брать, ́lærer — учитель, ́fortjene — заслуживать. Однако в датском языке имеется ряд производных слов, где ударение падает на префикс или суффикс.
Ударение падает на следующие префиксы: gen-, mis-, sam-, u-, und-, van-, veder-.
Ударение падает на следующие суффиксы: -inde, -i, -(e)ri, -at, -ant, -ere, -tion, -isme, -ist, -tet, -tut, -ur.
В сложных словах основное ударение, как правило, падает на корневой слог первого компонента сложного слова, остальные компоненты имеют второстепенное ударение, напр.: ́skrivebord — письменный стол, ́årstid — время года.